# Savigneux (Loire)
Savigneux ist eine französische Gemeinde mit 3.489 Einwohnern (Stand 1. Januar 2022) im Département Loire in der Region Auvergne-Rhône-Alpes. Sie ist eine Partnergemeinde von Rosenau im Département Haut-Rhin. Die Bewohner werden Savignolais und Savignolaises genannt.
Die Gemeinde erhielt 2022 die Auszeichnung „Eine Blume“, die vom Conseil national des villes et villages fleuris (CNVVF) im Rahmen des jährlichen Wettbewerbs der blumengeschmückten Städte und Dörfer verliehen wird.

## Geographie
Das Gemeindegebiet wird von den Flüssen Vizezy und Moingt durchquert, an der nördlichen Grenze verläuft der Ruillat.
Die Nachbargemeinden sind Saint-Paul-d’Uzore im Norden, Chalain-le-Comtal im Nordosten, Grézieux-le-Fromental im Osten, Précieux im Südosten, die Unterpräfektur Montbrison im Südwesten sowie Champdieu im Nordwesten.

## Bevölkerungsentwicklung
| Jahr                       | 1962 | 1968 | 1975 | 1982 | 1990 | 1999 | 2007 | 2017 |
| -------------------------- | ---- | ---- | ---- | ---- | ---- | ---- | ---- | ---- |
| Einwohner                  | 1586 | 1754 | 1841 | 1821 | 2391 | 2565 | 3066 | 3432 |
| Quellen: Cassini und INSEE |      |      |      |      |      |      |      |      |

## Sehenswürdigkeiten
- Schloss Montrouge aus dem 16. Jahrhundert, seit 1990 in Teilen als Monument historique eingeschrieben
- Pfarrkirche Notre-Dame-de-l’Assomption aus dem 20. Jahrhundert
- Schloss Merlieu aus dem 17. Jahrhundert
- Schloss Vaure aus dem 16. und 17. Jahrhundert

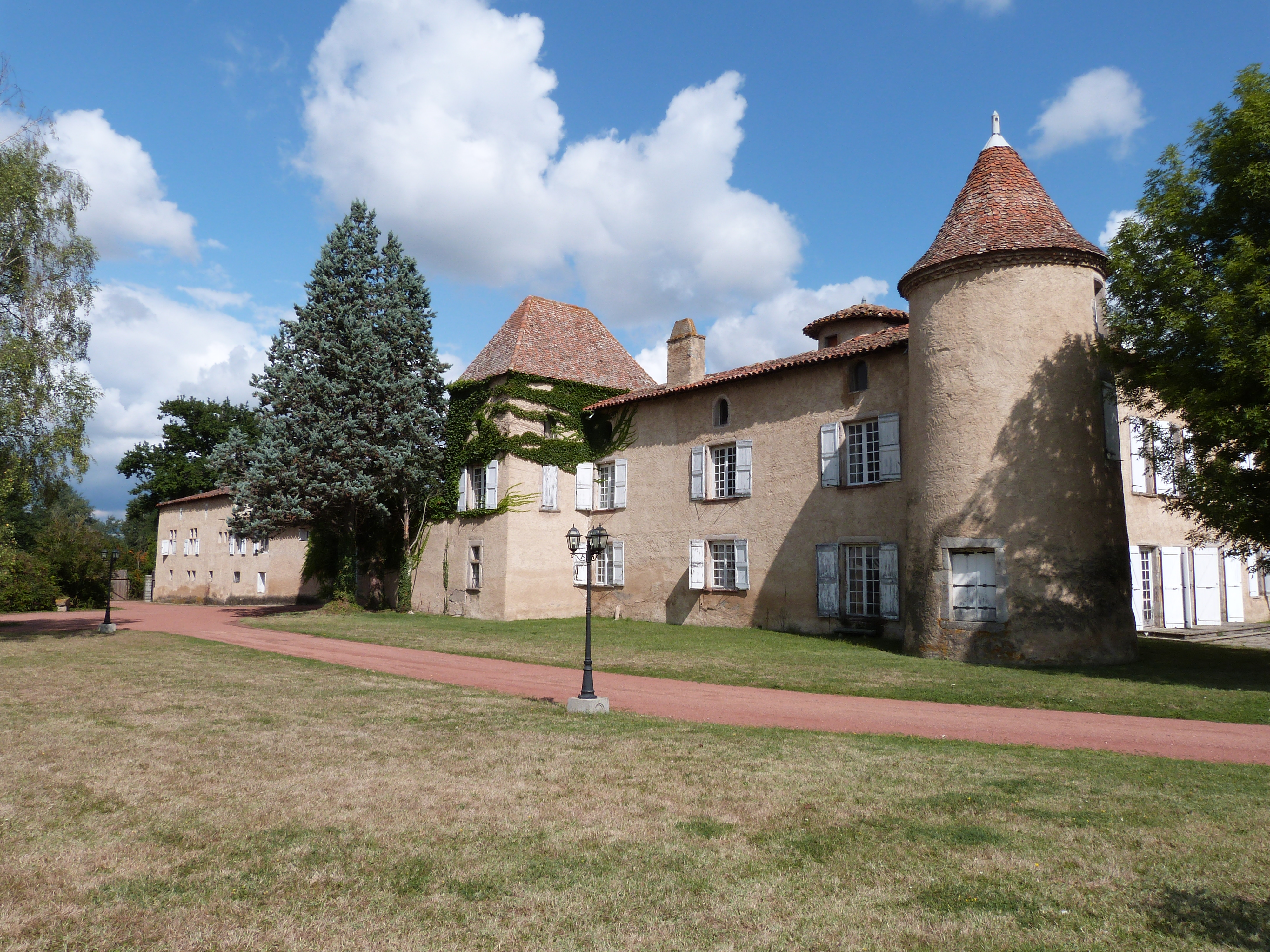
Schloss Montrouge
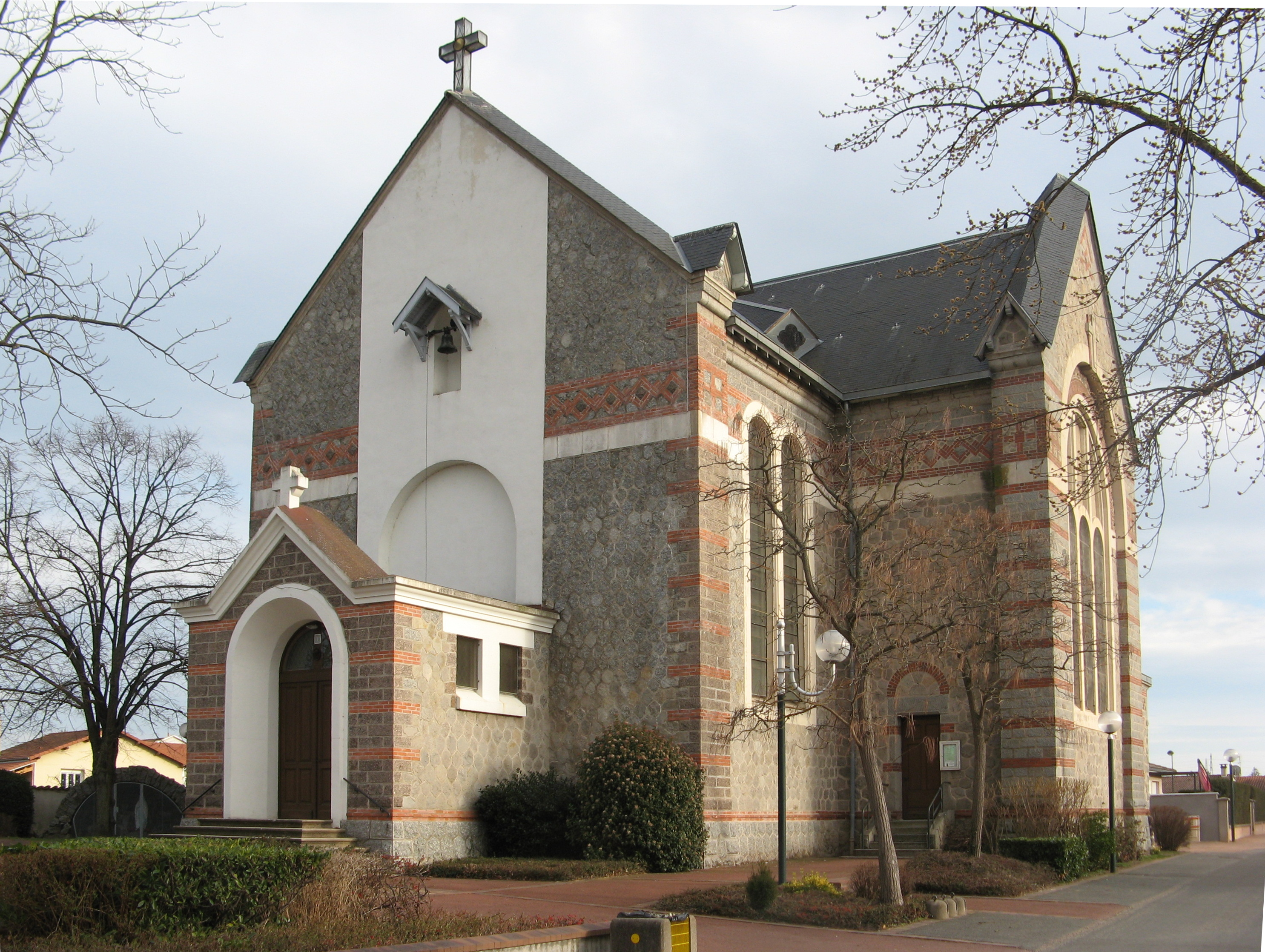
Pfarrkirche Notre-Dame-de-l’Assomption